# Lisa M. Diamond
Lisa M. Diamond é uma psicóloga e feminista americana. Ela é professora de psicologia do desenvolvimento, psicologia da saúde e estudos de gênero na Universidade de Utah. Sua pesquisa se concentra no desenvolvimento da orientação sexual, identidade sexual e vínculo.
Ela é mais conhecida por seu livro de 2008, Sexual Fluidity: Understanding Women's Love and Desire. Neste livro, ela discute a fluidez da sexualidade feminina, com base em seu estudo com 100 mulheres não heterossexuais durante um período de 10 anos.